# Raúl Camacho
Raúl Erasmo Camacho Lastra (Sinaloa, 19 marzo 2002) è un calciatore messicano, attaccante del Mazatlán.

## Caratteristiche tecniche
Gioca come centravanti.

## Carriera
Cresciuto nel vivaio del Pachuca, nel 2023 è stato acquistato dal Mazatlán, che lo ha integrato nel proprio settore giovanile. Ha debuttato in prima squadra il 25 marzo 2023 nell'incontro di Liga MX perso 2-1 contro il León ed ha segnato i suoi primi gol in carriera il 5 ottobre 2024, realizzando una doppietta contro il Querétaro.

## Statistiche

### Presenze e reti nei club
Statistiche aggiornate al 20 aprile 2025.
| Stagione        | Squadra         | Campionato      | Campionato | Campionato | Coppe nazionali | Coppe nazionali | Coppe nazionali | Coppe continentali | Coppe continentali | Coppe continentali | Altre coppe | Altre coppe | Altre coppe | Totale | Totale | Totale |
| Stagione        | Squadra         | Comp            | Pres       | Reti       | Comp            | Pres            | Reti            | Comp               | Pres               | Reti               | Comp        | Pres        | Reti        | Pres   | Reti   |        |
| --------------- | --------------- | --------------- | ---------- | ---------- | --------------- | --------------- | --------------- | ------------------ | ------------------ | ------------------ | ----------- | ----------- | ----------- | ------ | ------ | ------ |
| 2022-2023       | Mazatlán        | LMX             | 6          | 0          | -               | -               | -               | -                  | -                  | -                  | -           | -           | -           | 6      | 0      |        |
| 2023-2024       | Mazatlán        | LMX             | 11         | 0          | -               | -               | -               | -                  | -                  | -                  | LC          | 0           | 0           | 11     | 0      |        |
| 2024-2025       | Mazatlán        | LMX             | 12         | 2          | -               | -               | -               | -                  | -                  | -                  | LC          | 1           | 0           | 13     | 2      |        |
| Totale carriera | Totale carriera | Totale carriera | 29         | 2          |                 | -               | -               |                    | -                  | -                  |             | 1           | 0           | 30     | 2      |        |